# 约瑟夫·埃利斯
约瑟夫·埃利斯（英語：Joseph Ellis，1943年7月18日—）出生于美国华盛顿特区，是研究美国早期历史的专家，他的书籍《美国的狮身人面像：托马斯·杰弗逊的性格》和《那一代：可敬的开国元勋》分别荣获美国国家图书奖和美国普利策历史奖。

## 读书生涯
埃利斯在威廉与玛丽学院 毕业，1969年他在耶鲁大学获得了文学硕士和博士学位。
1972年，他在西点军校担任美国队长并且任教两年。
1974年，他在马萨诸塞州大学担任教师，在1979年他被任命全职教授。同时他是福特基金会的教授，他的工作集中在研究美国的开国元勋，其中包括约翰·亚当斯，托马斯·杰斐逊，乔治·华盛顿等人。

## 作品
- 《美国的狮身人面像：托马斯·杰弗逊的性格》（ Thomas Jefferson）
- 《那一代：可敬的开国元勋》
- 《华盛顿传》

## 奖项
2001年，其作品《那一代：可敬的开国元勋》荣获美国普利策历史奖。
1997年，其作品《美国的狮身人面像：托马斯·杰弗逊的性格》（ Thomas Jefferson）荣获美国国家图书奖。